# Terret

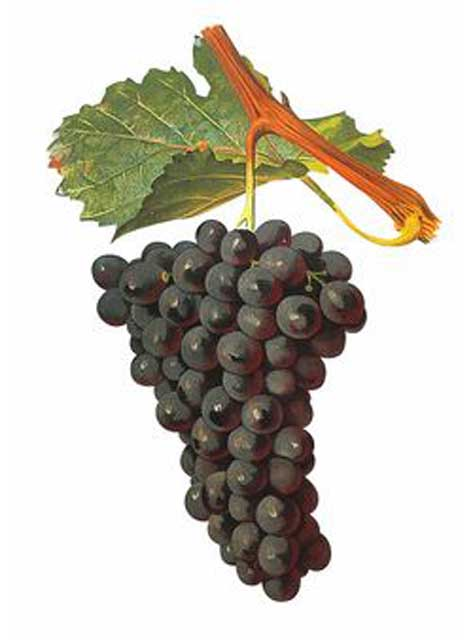
Dessin du Terret noir illustrant un texte d'ampélographie du début du.

Le Terret est une famille de cépages noir, gris et blanc.
Connu depuis toujours dans le Languedoc, il proviendrait probablement des plantations faites dès l'Antiquité, par les Grecs et Romains. Il connut son heure de gloire aux XVIIe et XVIIIe siècles, dans l'élaboration de vin destiné à être distillé, puis au XIXe et début du XXe siècle dans l'industrie de la vermoutherie.
Il est sensible au mildiou, à l'oïdium et aux vers de la grappe. Il donne un vin frais, léger et sec, sensible à l'oxydation.  
Ses surfaces ont considérablement diminué, la mode étant aux vins rouges structurés et aux vins blancs aromatiques.